# Peter Striebeck

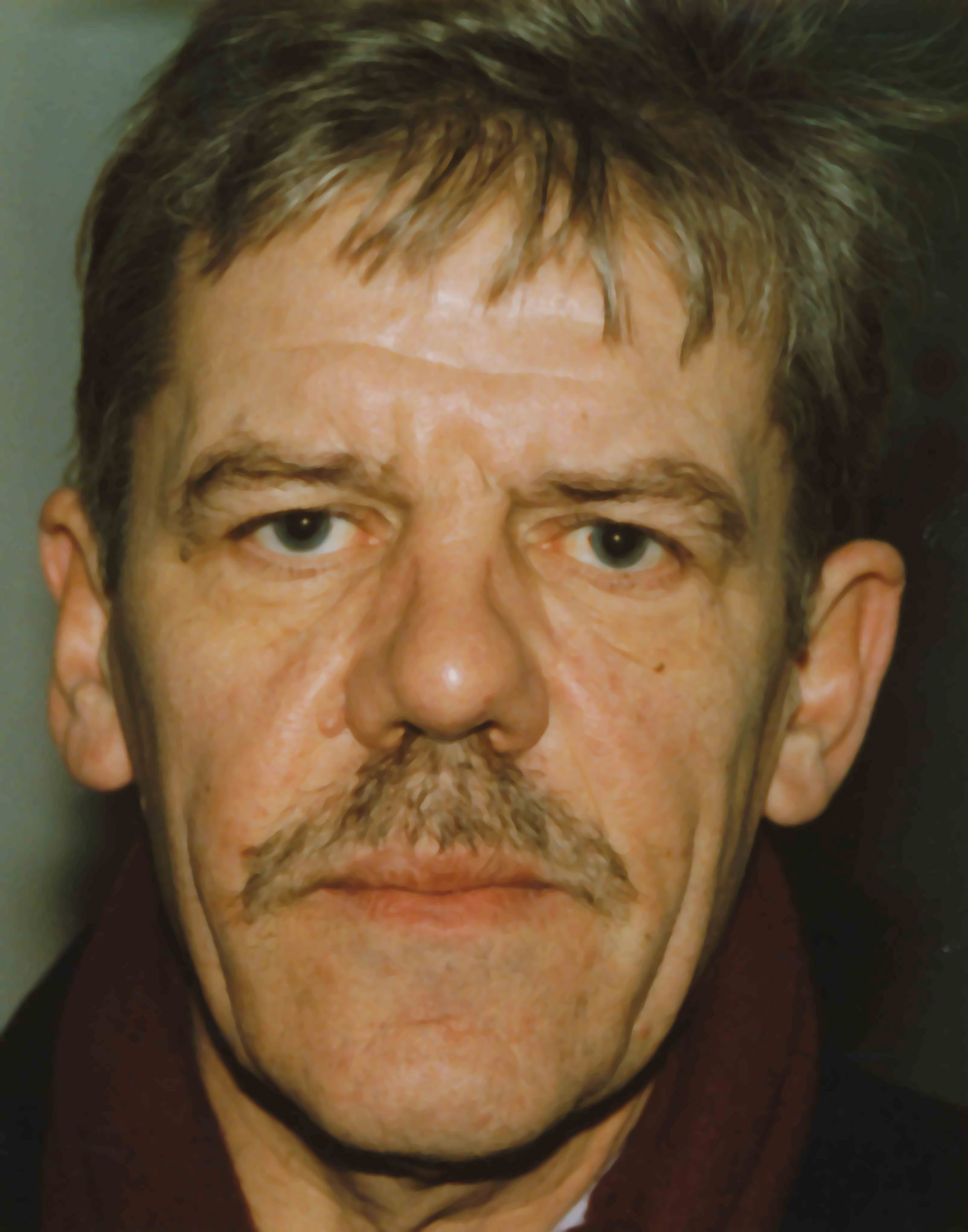
Peter Striebeck

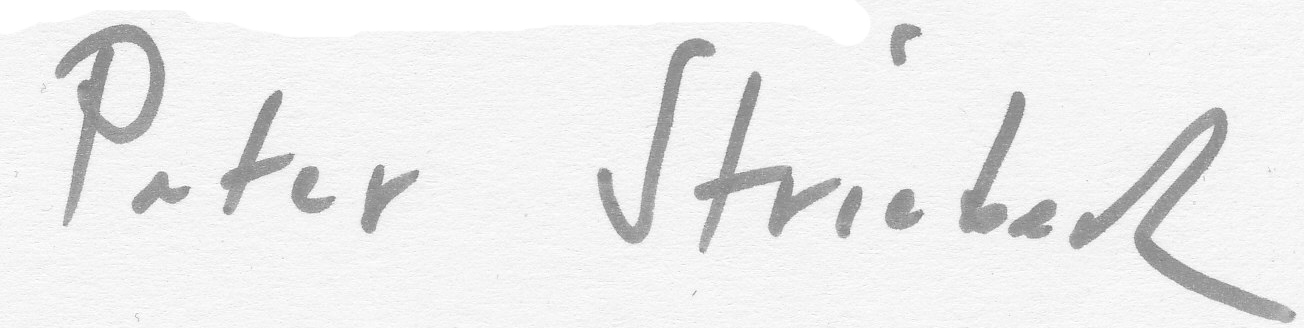
Autogramm von Peter Striebeck

Peter Striebeck (* 15. März 1938 in Frankfurt (Oder)) ist ein deutscher Schauspieler.

## Biografie
Peter Striebeck, Sohn der Schauspieler Karl Striebeck und Mathilde Zedler und Bruder von Jochen Striebeck, absolvierte nach dem Abitur von 1958 bis 1960 bei Eduard Marks die Schauspielklasse an der Hochschule für Musik und darstellende Kunst in Hamburg. Er gab sein Debüt 1960 am Theater Ulm, 1961 bis 1964 wirkte er bei Willy Maertens am Thalia Theater in Hamburg und von 1964 bis 1968 gehörte er zum Ensemble des Burgtheaters in Wien. Danach spielte er wieder vor allem am Thalia Theater, wo er als Nachfolger von Boy Gobert von 1980 bis 1985 Intendant war. Er trat als „Hamlet“, „Macbeth“ (in der Regie von Dieter Wedel), „Woyzeck“ und in vielen weiteren Rollen auf. Er inszenierte auch an Bühnen in Wuppertal, Frankfurt und München.
In den 1980er und 1990er Jahren spielte er oft in Tatort-Folgen und bei diversen Sendungen und Serien. Seine bekannteste Rolle war die des Bruno Küssling in Dieter Wedels Dreiteiler Wilder Westen inclusive, wo er die Rolle des dickköpfigen Familienvaters spielte, der stets alles besser weiß und jedes Mal einen Reinfall erlebt. Im Herbst 2006 war Striebeck in Der Untergang der Pamir im Fernsehen zu sehen und 2014 spielte er die Hauptrolle in einer TV-Dokumentation über die letzten Lebensjahre von Otto von Bismarck.
Ab 1976 war Peter Striebeck für viele Jahre Dozent an der Hochschule für Musik und Theater Hamburg. Peter Striebeck ist seit 1981 Mitglied der Freien Akademie der Künste Hamburg und war 1997 bis 2009 Vizepräsident.

## Privates
1965 heiratete er die Burgschauspielerin Ulla Purr. Striebeck ist Vater zweier Töchter, Catrin und Janna, die beide ebenfalls Schauspielerinnen sind.
Am 12. März 2011 wurden Striebeck und seine Frau bei einem Verkehrsunfall in Hamburg verletzt, als ihr Fahrzeug von einem bei Rot über die Ampel fahrenden Fahrzeug erfasst wurde. Bei dem Unfall starben der Schauspieler Dietmar Mues und dessen Ehefrau Sibylle, der Sozialwissenschaftler Günter Amendt und die Bildhauerin Angela Kurrer – Stiefmutter des Schauspielers Dominic Raacke.

## Filmografie (Auswahl)
- 1960: Lampenfieber
- 1960: Stahlnetz: E ... 605
- 1962: Der rote Hahn
- 1962: Stahlnetz: In jeder Stadt …
- 1963: Liebe will gelernt sein
- 1963: Hafenpolizei – Der Blindgänger
- 1970: Hamburg Transit – Ticket nach Rio (Fernsehserie)
- 1973: Alfie (Fernsehfilm)
- 1973: Endstation (Fernsehspiel)
- 1974: Sonderdezernat K1 – Hafenhyänen (Fernsehserie)
- 1978: Die seltsamen Begegnungen des Prof. Tarantoga (Fernsehfilm)
- 1979: Verführungen (Fernsehfilm)
- 1983: Heller Wahn
- 1986: Vertrauen gegen Vertrauen
- 1988: Wilder Westen inclusive (TV-Dreiteiler)
- 1990: Unter einem Dach (TV-Sechsteiler)
- 1991: Tatort: Bis zum Hals im Dreck (Fernsehreihe)
- 1991–1994 Unsere Hagenbecks (Fernsehserie)
- 1994: Das Phantom – Die Jagd nach Dagobert
- 1996: Große Freiheit (Fernsehserie)
- 1997: Lisa Falk – Ein ganz einfacher Fall (Fernsehserie)
- 1997: Lisa Falk – Der letzte Besucher (Fernsehserie)
- 1997: Tatort: Undercover-Camping (Fernsehreihe)
- 2006: Der Untergang der Pamir (Fernsehspiel)
- 2008: Die Schimmelreiter (Spielfilm)
- 2009: Die Bremer Stadtmusikanten
- 2010: Gier (TV-Zweiteiler)
- 2013: Stiller Abschied
- 2014: Alles inklusive (Spielfilm)
- 2014: Bismarck – Härte und Empfindsamkeit (TV-Dokumentation)[7]
- 2015: Tod eines Mädchens (TV-Film, zwei Teile)

## Hörspiel (Auswahl)
- Hamlets Rache. Kriminalhörspiel für Kinder nach William Shakespeare. Bearbeitung: Jürgen Nola, Besetzung: Hamlet: Fritz Fenne, Claudius: Günter Lamprecht, Polonius: Peter Striebeck, Geist: Will Quadflieg, Sprecher: Hans Kemmer, Gertrud: Claudia Amm, u. a. Deutsche Grammophon Production / Universal Music 2003, ISBN 3-8291-1297-1.[8]
- Andrzej Stasiuk:  Nacht. Regie: Robert Matejka, Übersetzer: Olaf Kühl, Mitwirkende: Peter Striebeck, Roman Knižka, Katharina Burowa, Andrzej Stasiuk, Matthias Habich, 63 Minuten, DLR/NDR/SR 2005.
- Die drei ??? … und der Feuergeist. Regie: Heikedine Körting, Romanvorlage: Marco Sonnleitner, Hörspielskript: André Minninger. Europa/Sony Music Entertainment 2012.[9]

## Auszeichnungen
- 1963: Insel-Preis[10]
- 1967: Goldene Kamera für seine Hauptrollen in Schpunz und Philadelphia, ich bin da[11]
- 2020: Götz-George-Preis[12] für sein Lebenswerk.